# أوزيا
أوزيا (بالإنجليزية: Auzia) هي مدينة بونيقية من تأسيس البربر بها العديد من الآثارالرومانية وكانت تابعة لموريتانيا القيصرية. تقع في مدينة سور الغزلان على بعد 120 كم جنوب شرق إكوزيوم بالجزائرالحالية.
أوزيا (Auzia) هي مدينة سور الغزلان الحالية، تعتبر من المواقع الرومانية المهمة في شمال إفريقيا لوقوعها على خط الدفاع ضد القبائل الجنوبية المعروف بالليمس. تعرضت إلى التخريب منذ أواخر العهد الروماني وبعده.